# Ратц, Эдмунд
Эдмунд Ратц (нем. Edmund Ratz) (род. 4 апреля 1933, Цайтлофс, Германия; † 31 августа 2017, Ансбах, Германия) — доктор теологии, в 2005—2009 годах был архиепископом Евангелическо-Лютеранской Церкви в России и других государствах.
Родился в баварском городе Цайтлофс в Германии, там же начал пасторское служение. Свою активную церковную деятельность Эдмунд Ратц начал в 18 лет. Изучал теологию в Германии и США. Активно участвовал в миссионерской деятельности в Африке и Латинской Америке.
C 1999 по 2005 год занимал пост епископа Немецкой евангелическо-лютеранская церкви Украины. В марте 2005 года утвержден как кандидатом в предстоятели Евангелическо-лютеранской церкви в России, а в апреле в ходе второго созыва II Генерального синода избран архиепископом церкви. 29 апреля 2005 года ординирован на эту должность в церкви святых Петра и Павла в Санкт-Петербурге. В 2007—2011 годах был также епископом региональной Евангелическо-лютеранской церкви Европейской части России с центром в Москве.